# Saint-Georges-de-Gréhaigne
Saint-Georges-de-Gréhaigne é uma comuna francesa na região administrativa da Bretanha, no departamento Ille-et-Vilaine. Estende-se por uma área de 12,06 km². Em 2010 a comuna tinha 371 habitantes (densidade: 30,8 hab./km²).